# Моцалин, Олег
Олег Моцалин (греч. Ολεγκ Μοτσαλιν; 9 апреля 1986, Казахская ССР, СССР) — греческий борец вольного стиля, участник Олимпийских игр 2012 года в Лондоне.

## Карьера
В мае 2009 года стал бронзовым призёром Гран-при Италии.  В августе 2012 года на Олимпийских играх в Лондоне на стадии 1/8 финала уступил Сослану Тигиеву из Казахстана и выбыл из турнира, заняв итоговое 16 место. В июле 2016 года Дортмунде завоевал бронзовую медаль на «Гран-при Германии».

## Спортивные результаты
- Чемпионат Европы по борьбе среди юниоров 2006 — 18;
- Чемпионат мира по борьбе среди юниоров 2006 — 18;
- Чемпионат Европы по борьбе 2010 — 10;
- Чемпионат мира по борьбе 2010 — 13;
- Чемпионат мира по борьбе 2011 — 33;
- Чемпионат Европы по борьбе 2010 — 26;
- Олимпийские игры 2012 — 16;